# Matelea gonoloboides
Matelea gonoloboides är en oleanderväxtart som först beskrevs av B. L. Robinson och Greenm., och fick sitt nu gällande namn av R.E. Woodson. Matelea gonoloboides ingår i släktet Matelea och familjen oleanderväxter. Inga underarter finns listade i Catalogue of Life.